# Răzoarele, Călărași
Răzoarele este un sat în comuna Ileana din județul Călărași, Muntenia, România.